# Le Puley
Le Puley település Franciaországban, Saône-et-Loire megyében. Lakosainak száma 80 fő (2022. január 1.). Le Puley Saint-Privé, Genouilly, Germagny, Saint-Martin-du-Tartre, Saint-Micaud és Savianges községekkel határos.

## Népesség
A település népességének változása:
| Lakosok száma | 86   | 95   | 99   | 97   | 92   | 88   | 83   | 81   | 80   |
|               | 2013 | 2015 | 2016 | 2017 | 2018 | 2019 | 2020 | 2021 | 2022 |